# Podhradie, Martin
Podhradie este o comună slovacă, aflată în districtul Martin din regiunea Žilina. Localitatea se află la altitudinea de 464 m deasupra n.m., se întinde pe o suprafață de 16,396 km2 și în 2017 număra 667 de locuitori. Se învecinează cu comuna Nolčovo.

## Istoric
Localitatea Podhradie este atestată documentar din 1699.

## Demografie
| An:                | 1994 | 2004   | 2014   | 2024   |
| ------------------ | ---- | ------ | ------ | ------ |
| Număr de persoane: | 715  | 688    | 668    | 679    |
| Diferență:         |      | −3,77% | −2,90% | +1,64% |

| An:                | 2023 | 2024   |
| ------------------ | ---- | ------ |
| Număr de persoane: | 676  | 679    |
| Diferență:         |      | +0,44% |